# East Longmeadow

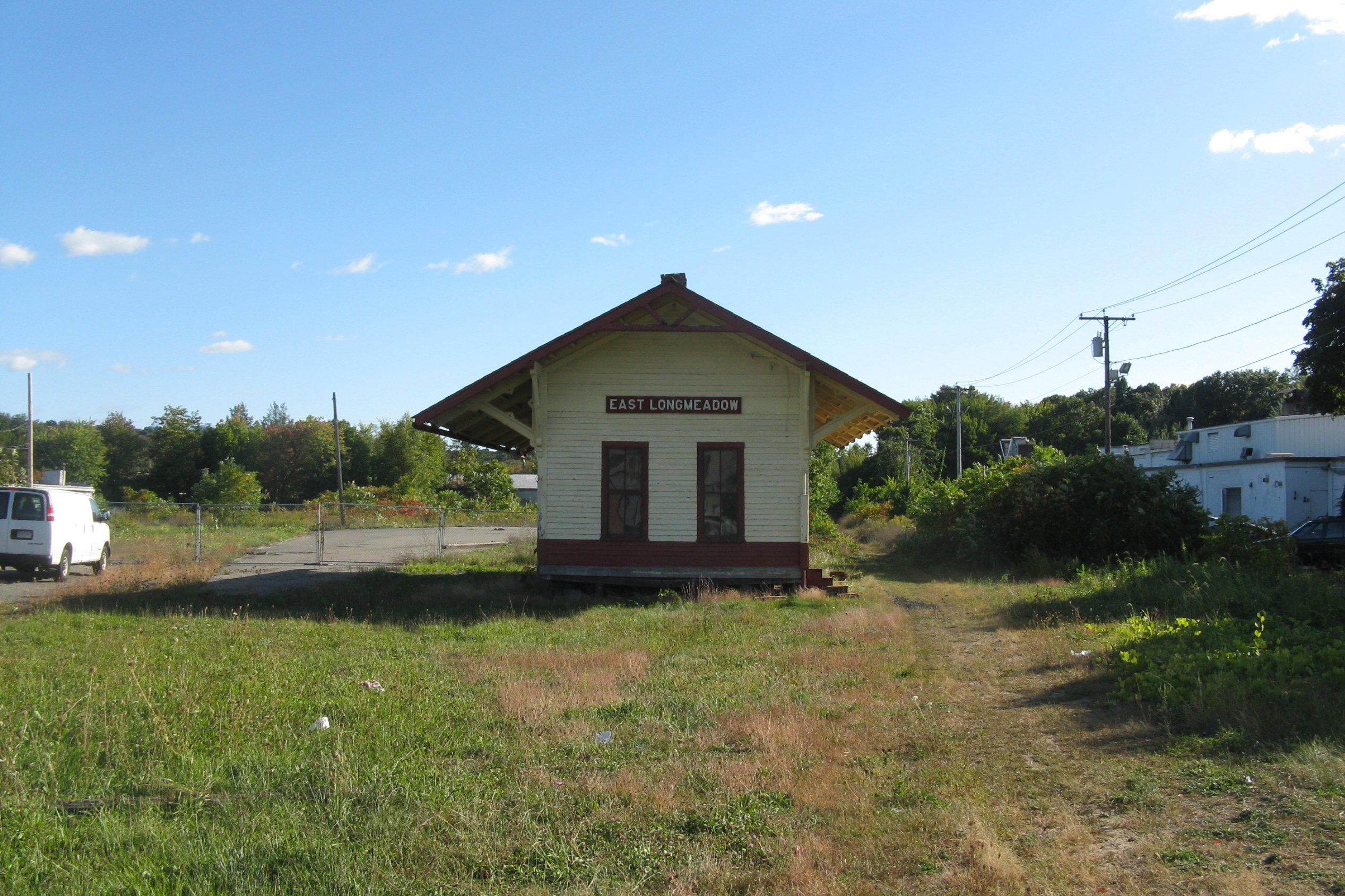

East Longmeadow är en kommun (town) i Hampden County i delstaten Massachusetts, USA med cirka 14 100 invånare (2000).
Kommunen hade år 2000 9 815 invånare. Den har enligt United States Census Bureau en area på 33,7 km².